# Prêmios Globo de Ouro de 1999

Prêmios Globo de Ouro de 1999

7 de Janeiro de 2018
Filme - Drama:
Saving Private Ryan
Filme - Comédia ou Musical:
Shakespeare in Love
Série de televisão – Drama:
The Practice
Série de televisão – Comédia ou Musical:
Ally McBeal
Os Prêmios Globo de Ouro de 1999 (no original em inglês 56th Golden Globe Awards) honraram os melhores profissionais de cinema e televisão, filmes e programas televisivos de 1998. A cerimónia foi televisionada ao vivo pela NBC a partir do Hotel Beverly Hilton na cidade de Beverly Hills, no dia 24 de janeiro de 1999. A produção do espetáculo foi realizada pela Dick Clark Productions em conjunto com a Associação de Correspondentes Estrangeiros de Hollywood.

## Vencedores e indicados
Lista dos nomeados e vencedores (em negrito) na 56.ª edição dos Prêmios Globo de Ouro:

### Cinema
| Melhor filme | Melhor filme |
| Drama | Comédia ou Musical |
| --- | --- |
| - Saving Private Ryan - Elizabeth - Gods and Monsters - The Horse Whisperer - The Truman Show | - Shakespeare in Love - Bulworth - The Mask of Zorro - Patch Adams - Still Crazy - There's Something About Mary |
| Melhor atuação em filme de drama | |
| Ator | Atriz |
| - Jim Carrey – The Truman Show - Stephen Fry – Wilde - Tom Hanks – Saving Private Ryan - Ian McKellen – Gods and Monsters - Nick Nolte – Affliction                                                       | - Cate Blanchett – Elizabeth - Fernanda Montenegro – Central do Brasil - Susan Sarandon – Stepmom - Meryl Streep – One True Thing - Emily Watson – Hilary and Jackie |
| Melhor atuação em filme de comédia ou musical | |
| Ator | Atriz |
| - Michael Caine – Little Voice - Antonio Banderas – The Mask of Zorro - Warren Beatty – Bulworth - John Travolta – Primary Colors - Robin Williams – Patch Adams                                          | - Gwyneth Paltrow – Shakespeare in Love - Cameron Diaz – There's Something About Mary - Jane Horrocks – Little Voice - Christina Ricci – The Opposite of Sex - Meg Ryan – You've Got Mail |
| Melhor atuação secundária em filme – drama, comédia ou musical | |
| Ator secundário | Atriz secundária |
| - Ed Harris – The Truman Show - Robert Duvall – A Civil Action - Bill Murray – Rushmore - Geoffrey Rush – Shakespeare in Love - Donald Sutherland – Without Limits - Billy Bob Thornton – A Simple Plan   | - Lynn Redgrave – Gods and Monsters - Kathy Bates – Primary Colors - Brenda Blethyn – Little Voice - Judi Dench – Shakespeare in Love - Sharon Stone – The Mighty |
| Melhor Realização | Melhor Argumento |
| - Steven Spielberg – Saving Private Ryan - Shekhar Kapur – Elizabeth - John Madden – Shakespeare in Love - Robert Redford – The Horse Whisperer - Peter Weir – The Truman Show                            | - Shakespeare in Love – Marc Norman e Tom Stoppard - Bulworth – Warren Beatty e Jeremy Pikser - Happiness – Todd Solondz - Saving Private Ryan – Robert Rodat - The Truman Show – Andrew Niccol |
| Melhor Banda sonora original | Melhor Canção original |
| - The Truman Show – Burkhard Dallwitz e Philip Glass - A Bug's Life – Randy Newman - Mulan – Jerry Goldsmith - The Prince of Egypt – Stephen Schwartz e Hans Zimmer - Saving Private Ryan – John Williams | - "The Prayer" por Celine Dion & Andrea Bocelli – Quest for Camelot - "Reflection" por Christina Aguilera – Mulan - "The Mighty" por Sting – The Mighty - "Uninvited" por Alanis Morissette – City of Angels - "When You Believe" por Whitney Houston & Mariah Carey – The Prince of Egypt - "The Flame Still Burns" por Chris Difford, Marti Frederiksen e Mick Jones – Still Crazy |
| Melhor filme em língua estrangeira | |
| - Central do Brasil - ( Brasil) - Festen - ( Dinamarca) - Hombres armados - ( Estados Unidos) - De Poolse bruid - ( Países Baixos) - Tango, no me dejes nunca - ( Argentina)                              | |

### Televisão
| Melhor série | Melhor série |
| Drama | Comédia ou Musical |
| --- | --- |
| - The Practice - ER - Felicity - Law & Order - The X-Files | - Ally McBeal - Dharma & Greg - Frasier - Just Shoot Me! - Spin City |
| Melhor atuação em série de drama | |
| Ator | Atriz |
| - Dylan McDermott – The Practice - David Duchovny – The X-Files - Anthony Edwards – ER - Lance Henriksen – Millennium - Jimmy Smits – NYPD Blue                                  | - Keri Russell – Felicity - Gillian Anderson – The X-Files - Kim Delaney – NYPD Blue - Roma Downey – Touched by an Angel - Julianna Margulies – ER                                    |
| Melhor atuação em série de comédia ou musical | |
| Ator | Atriz |
| - Michael J. Fox – Spin City - Thomas Gibson – Dharma & Greg - Kelsey Grammer – Frasier - John Lithgow – 3rd Rock from the Sun - George Segal – Just Shoot Me!                   | - Jenna Elfman – Dharma & Greg - Christina Applegate – Jesse - Calista Flockhart – Ally McBeal - Laura San Giacomo – Just Shoot Me! - Sarah Jessica Parker – Sex and the City         |
| Melhor atuação em minissérie ou filme para televisão | |
| Ator | Atriz |
| - Stanley Tucci – Winchell - Peter Fonda – The Tempest - Sam Neill – Merlin - Bill Paxton – A Bright Shining Lie - Christopher Reeve – Rear Window - Patrick Stewart – Moby Dick | - Angelina Jolie – Gia - Stockard Channing – The Baby Dance - Laura Dern – The Baby Dance - Ann-Margret – Life of the Party - Miranda Richardson – Merlin                             |
| Melhor atuação secundária em série, minissérie ou filme para televisão | |
| Ator secundário | Atriz secundária |
| - Don Cheadle – The Rat Pack - Gregory Peck – Moby Dick - Joe Mantegna – The Rat Pack - David Spade – Just Shoot Me! - Noah Wyle – ER                                            | - Faye Dunaway – Gia - Camryn Manheim – The Practice - Helena Bonham Carter – Merlin - Jane Krakowski – Ally McBeal - Wendie Malick – Just Shoot Me! - Susan Sullivan – Dharma & Greg |
| Melhor minissérie ou filme para televisão | |
| - From the Earth to the Moon - The Baby Dance - Gia - Merlin - The Temptations                                                                                                   | |